# Samantha Murray (tennista)
Samantha Dawn Murray Sharan (Stockport, 9 ottobre 1987) è una tennista britannica.

## Carriera
Samantha Murray ha vinto 4 titoli in singolare e 30 in doppio nel circuito ITF in carriera. Il 23 settembre 2013 ha raggiunto il best ranking mondiale nel singolare, nr 165; il 22 agosto 2022 ha raggiunto il miglior piazzamento mondiale nel doppio, nr 76.
Nel 2019 si è sposata con il collega tennista Divij Sharan. La coppia ha partecipato al doppio misto del Torneo di Wimbledon 2021, perdendo al secondo turno.

## Statistiche ITF

### Singolare

#### Vittorie (4)
| Torneo $100.000 (0) |
| Torneo $80.000 (0)  |
| Torneo $75.000 (0)  |
| Torneo $60.000 (0)  |
| Torneo $50.000 (0)  |
| Torneo $40.000 (0)  |
| Torneo $25.000 (3)  |
| Torneo $15.000 (1)  |
| Torneo $10.000 (0)  |

| N. | Data            | Torneo                                       | Superficie  | Avversaria in finale | Punteggio     |
| 1. | 21 ottobre 2012 | AEGON Pro Series Glasgow, Glasgow            | Cemento (i) | Alison Van Uytvanck  | 6–3, 2–6, 6–3 |
| 2. | 29 ottobre 2017 | AEGON Pro Series Wirral, Wirral              | Cemento (i) | Eden Silva           | 6-2, 6-2      |
| 3. | 11 agosto 2019  | AEGON Pro Series Chiswick, Chiswick          | Cemento     | Lesley Kerkhove      | 6-4, 6-4      |
| 4. | 8 marzo 2020    | The Ilana Kloss International, Potchefstroom | Cemento     | Marina Mel'nikova    | 2-6, 6-2, 6-4 |

#### Sconfitte (6)
| Torneo $100.000 (0) |
| Torneo $80.000 (0)  |
| Torneo $75.000 (0)  |
| Torneo $60.000 (0)  |
| Torneo $50.000 (0)  |
| Torneo $40.000 (0)  |
| Torneo $25.000 (0)  |
| Torneo $15.000 (1)  |
| Torneo $10.000 (3)  |

| N. | Data             | Torneo                                        | Superficie  | Avversaria in finale  | Punteggio     |
| 1. | 7 novembre 2010  | AEGON Pro Series Sunderland, Sunderland       | Cemento (i) | Anna Fitzpatrick      | 2–6, 6–3, 5–7 |
| 2. | 22 maggio 2011   | Rethymno Women's Futures, Retimo              | Cemento     | Aleksandra Artamonova | 2-6, 4-6      |
| 3. | 21 luglio 2013   | Challenger Banque Nationale de Granby, Granby | Cemento     | Risa Ozaki            | 6-0, 5-7, 2-6 |
| 4. | 28 luglio 2013   | CIBC Wood Gundy Challenger, Winnipeg          | Cemento     | Johanna Konta         | 3-6, 1-6      |
| 5. | 30 maggio 2016   | Jolie Ville Golf Women's, Sharm el-Sheikh     | Cemento     | Julia Wachaczyk       | 3-6, 4-6      |
| 6. | 9 settembre 2018 | ITF Women's Circuit Santarem, Santarém        | Cemento     | Greet Minnen          | 5-7, 3-6      |

### Doppio

#### Vittorie (30)
| Torneo $100.000 (1) |
| Torneo $80.000 (2)  |
| Torneo $75.000 (0)  |
| Torneo $60.000 (3)  |
| Torneo $50.000 (0)  |
| Torneo $40.000 (2)  |
| Torneo $25.000 (9)  |
| Torneo $15.000 (2)  |
| Torneo $10.000 (11) |

| N.  | Data              | Torneo                                                          | Superficie    | Compagna             | Avversarie in finale                   | Punteggio           |
| 1.  | 24 ottobre 2005   | Internazionali Città di Quartu Sant'Elena, Quartu Sant'Elena    | Cemento       | Kika Hogendoorn      | Simona Dobrá Renata Kučerková          | 6–4, 4–6, 7–5       |
| 2.  | 2 maggio 2011     | AEGON Pro Series Edinburgh, Edimburgo                           | Terra rossa   | Jade Windley         | Surina de Beer Scarlett Werner         | 7–5, 4–6, [10–8]    |
| 3.  | 9 maggio 2011     | ITF Women's Circuit Heraklion, Heraklion                        | Cemento       | Anna Fitzpatrick     | Amanda Elliott Nicole Rottmann         | 6-3, 6-2            |
| 4.  | 25 luglio 2011    | AEGON Pro Series Chiswick, Chiswick                             | Cemento       | Jade Windley         | Lucy Brown Francesca Stephenson        | 6–4, 6–4            |
| 5.  | 5 settembre 2011  | Alice Springs Tennis International, Alice Springs               | Cemento       | Maria Fernanda Alves | Brooke Rischbieth Storm Sanders        | 3–6, 7–5, [10–3]    |
| 6.  | 19 settembre 2011 | Darwin Tennis International, Darwin                             | Cemento       | Maria Fernanda Alves | Stephanie Bengson Tyra Calderwood      | 6–4, 6–2            |
| 7.  | 7 gennaio 2012    | AEGON Pro Series Glasgow, Glasgow                               | Cemento (i)   | Anna Fitzpatrick     | Alexandra Walker Lisa Whybourn         | 6–2, 6–3            |
| 8.  | 12 marzo 2012     | AEGON Pro Series Bath, Bath                                     | Cemento (i)   | Emily Webley-Smith   | Lenka Juríková Katarzyna Piter         | 4–6, 6–4, [10–5]    |
| 9.  | 13 agosto 2012    | Westend Ladies Tennis Cup, Westend                              | Cemento       | Amy Bowtell          | Steffi Distelmans Magali Kempen        | 6–3, 6–3            |
| 10. | 21 gennaio 2013   | AEGON Pro Series Preston, Preston                               | Cemento       | Jade Windley         | Tara Moore Melanie South               | 6–3, 3–6, [10–5]    |
| 11. | 25 aprile 2016    | Jolie Ville Golf Women's, Sharm el-Sheikh                       | Cemento       | Despina Papamichail  | Ola Abou Zekry Jaqueline Cristian      | 6–3, 6–2            |
| 12. | 2 maggio 2016     | Jolie Ville Golf Women's, Sharm el-Sheikh                       | Cemento       | Despina Papamichail  | Nidhi Chilumula Rishika Sunkara        | 3–6, 6–2, [10–1]    |
| 13. | 4 luglio 2016     | Lisboa Women Open, Lisbona                                      | Cemento       | Emma Laine           | Mathilde Armitano Inês Murta           | 7–6(5), 6–3         |
| 14. | 22 ottobre 2017   | Open GDF Suez de Touraine, Joué-lès-Tours                       | Cemento (i)   | Sarah Beth Grey      | Jaqueline Cristian Elena-Gabriela Ruse | 7–6(3), 6–3         |
| 15. | 27 ottobre 2017   | AEGON Pro Series Wirral, Wirral                                 | Cemento (i)   | Maia Lumsden         | Alicia Barnett Laura Sainsbury         | 6–4, 6–3            |
| 16. | 10 agosto 2018    | AEGON Pro Series Chiswick, Chiswick                             | Cemento       | Freya Christie       | Sarah Beth Grey Olivia Nicholls        | 3-6, 7-5, [10-8]    |
| 17. | 9 settembre 2018  | Santarem Ladies Open, Santarém                                  | Cemento       | Dasha Ivanova        | Maria Masini Inês Murta                | 0-6, 6-1, [10-4]    |
| 18. | 21 settembre 2018 | Lisboa Women Open, Lisbona                                      | Cemento       | Emma Laine           | Michaëlla Krajicek Tereza Martincová   | 7-5, 6-4            |
| 19. | 27 settembre 2019 | LTA GB Pro-Series Roehampton, Roehampton                        | Cemento       | Anna Smith           | Sarah-Rebecca Sekulic Julia Wachaczyk  | 6-4, 6-3            |
| 20. | 12 ottobre 2019   | Open Feminin 50, Cherbourg-en-Cotentin                          | Cemento (i)   | Naomi Broady         | Myrtille Georges Kimberley Zimmermann  | 6–3, 6-2            |
| 21. | 7 marzo 2020      | The Ilana Kloss International, Potchefstroom                    | Cemento       | Fanny Stollár        | Berfu Cengiz Paige Hourigan            | 6-1, 6-1            |
| 22. | 20 settembre 2020 | Open GDF SUEZ de Cagnes-sur-Mer Alpes-Maritimes, Cagnes-sur-Mer | Terra rossa   | Julia Wachaczyk      | Paula Kania Katarzyna Piter            | 7-5, 6-2            |
| 23. | 31 ottobre 2021   | Internationaux Féminins de la Vienne, Poitiers                  | Cemento (i)   | Mariam Bolkvadze     | Audrey Albié Léolia Jeanjean           | 7-6(5), 6-0         |
| 24. | 6 novembre 2021   | Engie Open Nantes Atlantique, Nantes                            | Cemento (i)   | Jessika Ponchet      | Alicia Barnett Olivia Nicholls         | 6-4, 6-2            |
| 25. | 19 febbraio 2022  | Burg-Wächter Ladies Open, Altenkirchen                          | Sintetico (i) | Mariam Bolkvadze     | Susan Bandecchi Simona Waltert         | 6-3, 7-5            |
| 26. | 7 maggio 2022     | Koper Open, Capodistria                                         | Terra rossa   | Xenia Knoll          | Conny Perrin Joanne Züger              | 6-3, 6-2            |
| 27. | 7 ottobre 2023    | Jcastillo-Occident, Baza                                        | Cemento       | Olivia Gadecki       | Lea Bošković Ángela Fita Boluda        | 7-5, 4-6, [10-4]    |
| 28. | 18 novembre 2023  | Kyotec Open, Pétange                                            | Cemento (i)   | Alicia Barnett       | Ali Collins Isabelle Haverlag          | 6(4)-7, 6-1, [10-6] |
| 29. | 17 febbraio 2024  | Lexus GB Pro-Series Roehampton, Roehampton                      | Cemento (i)   | Freya Christie       | Ali Collins Elena Malõgina             | 7-6(5), 6-3         |
| 30. | 4 maggio 2024     | Wiesbaden Tennis Open, Wiesbaden                                | Terra rossa   | Laura Pigossi        | Himeno Sakatsume Anita Wagner          | 7-5, 6-2            |

#### Sconfitte (20)
| Torneo $100.000 (2) |
| Torneo $80.000 (0)  |
| Torneo $75.000 (0)  |
| Torneo $60.000 (2)  |
| Torneo $50.000 (1)  |
| Torneo $40.000 (0)  |
| Torneo $25.000 (14) |
| Torneo $15.000 (0)  |
| Torneo $10.000 (1)  |

| N.  | Data              | Torneo                                             | Superficie  | Compagna             | Avversarie in finale                          | Punteggio           |
| 1.  | 21 luglio 2007    | AEGON Pro Series Frinton, Frinton-on-Sea           | Erba        | Alexis Prousis       | Rebecca Llewellyn Elizabeth Thomas            | 6–3, 5–7, 2–6       |
| 2.  | 17 settembre 2011 | Cairns Tennis International, Cairns                | Cemento     | Maria Fernanda Alves | Ayu Fani Damayanti Jessy Rompies              | 3-6, 3-6            |
| 3.  | 27 novembre 2011  | William Loud Bendigo International, Bendigo        | Cemento     | Storm Sanders        | Stephanie Bengson Tyra Calderwood             | 6–2, 1–6, [5–10]    |
| 4.  | 26 maggio 2012    | Karyizawa Yonex Open, Karuizawa                    | Erba        | Emily Webley-Smith   | Hsieh Shu-ying Kumiko Iijima                  | 6–3, 6(6)-7, [1–10] |
| 5.  | 29 settembre 2012 | Open GDF SUEZ Clermont-Ferrand, Clermont-Ferrand   | Cemento (i) | Jade Windley         | Diāna Marcinkēviča Bibiane Schoofs            | 3-6, 0-6            |
| 6.  | 9 febbraio 2013   | Dow Corning Tennis Classic, Midland                | Cemento (i) | Maria Fernanda Alves | Melinda Czink Mirjana Lučić-Baroni            | 7–5, 4–6, [7–10]    |
| 7.  | 12 maggio 2013    | Soweto Open, Johannesburg                          | Cemento     | Jade Windley         | Magda Linette Chanel Simmonds                 | 1-6, 3-6            |
| 8.  | 22 luglio 2013    | CIBC Wood Gundy Challenger, Winnipeg               | Cemento     | Jade Windley         | Heidi El Tabakh Allie Kiick                   | 4–6, 6–2, [8–10]    |
| 9.  | 20 settembre 2013 | AEGON Pro Series Shrewsbury, Shrewsbury            | Cemento (i) | Jade Windley         | Çağla Büyükakçay Pemra Özgen                  | 6–4, 4–6, [8–10]    |
| 10. | 14 agosto 2016    | Challenger Banque Nationale de Gatineau, Gatineau  | Cemento     | Mana Ayukawa         | Bianca Andreescu Charlotte Robillard-Millette | 6-4, 4-6, [6-10]    |
| 11. | 14 ottobre 2017   | Open Feminin 50, Cherbourg-en-Cotentin             | Cemento (i) | Karman Thandi        | Manon Arcangioli Shérazad Reix                | 1-3 rit.            |
| 12. | 16 dicembre 2017  | NECC ITF International Women's Tournament, Pune    | Cemento     | Ana Veselinović      | Jessy Rompies Varunya Wongteanchai            | 4-6, 2-6            |
| 13. | 25 maggio 2019    | Marjorie Sherman Women's Tournament, Gerusalemme   | Cemento     | Despina Papamichail  | Julija Hatouka Tereza Mihalíková              | 6-2, 4-6, [8-10]    |
| 14. | 30 maggio 2019    | Torneig Arcadi Manchón, Santa Margarida de Montbui | Cemento     | Elica Kostova        | Sofia Šapatava Emily Webley-Smith             | 4-6, 5-7            |
| 15. | 10 agosto 2019    | AEGON Pro Series Chiswick, Chiswick                | Cemento     | Freya Christie       | Valentini Grammatikopoulou Sarah Beth Grey    | 7-6(5), 3-6, [5-10] |
| 16. | 31 agosto 2019    | Jinan International Open, Jinan                    | Cemento     | Eden Silva           | Yuan Yue Zheng Wushuang                       | 6-1, 4-6, [7-10]    |
| 17. | 26 ottobre 2019   | National Bank Challenger Saguenay, Saguenay        | Cemento (i) | Bibiane Schoofs      | Mélodie Collard Leylah Annie Fernandez        | 6(3)-7, 2-6         |
| 18. | 14 febbraio 2020  | Open GDF Suez De L'Isere, Grenoble                 | Cemento (i) | Julia Wachaczyk      | Amandine Hesse Elixane Lechemia               | 3-6, 6-4, [11-13]   |
| 19. | 15 agosto 2021    | Koser Jewelers Tennis Challenge, Landisville       | Cemento     | Valerija Savinych    | Hanna Chang Alexa Glatch                      | 6(3)-7, 6-3, [9-11] |
| 20. | 4 novembre 2023   | Sunderland GB Pro Series, Sunderland               | Cemento (i) | Mariam Bolkvadze     | Freya Christie Elena Malõgina                 | 0-6, 6-4, [4-10]    |

## Risultati in progressione
| Sigla | Risultato               |
| ----- | ----------------------- |
| V     | Vincitore               |
| F     | Finalista               |
| SF    | Semifinalista           |
| O     | Oro olimpico            |
| A     | Argento olimpico        |
| SF    | Bronzo olimpico         |
| QF    | Quarti di Finale        |
| 4T    | Quarto turno            |
| 3T    | Terzo turno             |
| 2T    | Secondo turno           |
| 1T    | Primo turno             |
| RR    | Round Robin             |
| LQ    | Turno di qualificazione |
| A     | Assente                 |
| ND    | Non disputato           |

| Legenda superfici    |
| -------------------- |
| Cemento              |
| Terra battuta        |
| Erba                 |
| Superficie variabile |

### Singolare nei tornei del Grande Slam
| Torneo          | 2013 | 2014 |
| --------------- | ---- | ---- |
| Australian Open | A    | A    |
| Open di Francia | A    | A    |
| Wimbledon       | 1T   | 1T   |
| US Open         | A    | A    |

### Doppio nei tornei del Grande Slam
| Torneo          | 2013 | 2014 |
| --------------- | ---- | ---- |
| Australian Open | A    | A    |
| Open di Francia | A    | A    |
| Wimbledon       | 1T   | A    |
| US Open         | A    | A    |

### Doppio misto nei tornei del Grande Slam
Nessuna partecipazione